# Хоментовский, Александр Степанович
Алекса́ндр Степа́нович Хоменто́вский (11 (24) марта 1908 год, Санкт-Петербург, Российская империя — 14 марта 1986, Оренбург, РСФСР, СССР) — советский геолог, член-корреспондент АН СССР. 

## Биография
Родился 11 (24) марта 1908 года в Санкт-Петербурге. В 1930 году окончил Сибирский технологический институт (Томск).
- 1930—1937 — начальник геологических партий в Восточной Сибири.
- 1938—1941 — преподаватель Красноярского педагогического института.
- 1941—1943 — служба в РККА (участник войны).
- 1943—1954 — главный геолог треста «Южуралуглеразведка» Министерства угольной промышленности СССР (Оренбург), одновременно в 1943—1951 доцент Оренбургского педагогического института. В 1951 году руководил геологоразведочными работами в Восточном Китае, где по его методике было открыто 16 угольных месторождений[3].
- 1955—1957 — зав. кафедрой геологии Саратовского университета.
- 1957—1958 — командировка в Китай для подготовки научных кадров.
- 1958—1960 — зав. кафедрой геологии Пермского политехнического института; по совместительству — профессор, зав. кафедрой поисков и разведки полезных ископаемых Пермского университета (1959—1960).
- 1960 — председатель Президиума Дальневосточного филиала СО АН СССР.
- 1968—1970 — организатор и первый директор Хабаровского комплексного научно-исследовательского института СО АН СССР.
- 1971—1972 — зав. кафедрой геологии Пермского политехнического института.
- с 1973 года зав. кафедрой инженерной геологии и геодезии Оренбургского политехнического института.
- 1976—1984 — директор Оренбургского НИИ охраны и рационального использования природных ресурсов.
- 1976—1986 — зав. Оренбургским отделом Географического общества СССР.

Кандидат геолого-минералогических наук (1938). Доктор геолого-минералогических наук (1954). Профессор (1955). Специалист в области тектоники и закономерностей образования месторождений угля на Урале и в Сибири. Член ВКП(б) с 1940 года.
Член-корреспондент АН СССР (1960). Занесён в «Книгу Почёта» Оренбургского университета (1998).
Научно-методические разработки А. С. Хоментовского привели к открытиям месторождений углей на Южном Урале, Дальнем Востоке России, в Китае, Корее, Вьетнаме.

### Награды и премии
- орден Отечественной войны II степени (1985)
- орден «Знак Почёта»
- медаль «За боевые заслуги» (30.7.1943; был представлен к ордену Красной Звезды)[5]
- медаль «За победу над Германией в Великой Отечественной войне 1941—1945 гг.»
- медаль «За доблестный труд в Великой Отечественной войне 1941-1945 гг.»
- семь юбилейных медалей
- медаль «Китайско-советская дружба» (КНР)
- Сталинская премия третьей степени (1950)[6] — за открытие новых угольных месторождений (бурые угли в районе Тюльгана на Южном Урале).